# 帰属 (著作権)

クリエイティブ・コモンズ・ライセンスにおける"Attribution"（帰属）記号。

著作権法における帰属（英: attribution）とは、ある著作物を利用する場合、その著作物の著作者への謝辞やクレジット（著作権者の名前）の掲載を要求することを指す用語である。または別の著作物に表示すること自体を指す。著作権に依拠した多くのライセンスやコピーレフト・ライセンス、例えばGNU Free Documentation Licenseやクリエイティブ・コモンズ・ライセンスは「帰属」を要求する。クリエイティブ・コモンズ・ジャパンではこの"attribution"を日本国著作権法の著作権表示の観点に立ち、「表示」と訳している。帰属は、しばしば、ある種のライセンスでは最も基礎的な要求事項であるとみなされている。なぜならこの帰属により、著作物へ部分的に恩を報いることにつながる、著作者の肯定的評価を積み上げることができ、かつ、第三者がこの著作物を作成したと主張するといういかさまを防ぐためである。
帰属は著作者やクリエイターに謝意を示すという礼儀と尊敬の表現と広く見なされる。